# Xu Jing
Xu Jing (kinesiska: 徐晶), född 6 september 1990 i Shandong, Kina, är en kinesisk bågskytt som tog OS-silver i lagtävlingen vid de olympiska bågskyttetävlingarna 2012 i London. 